# Canton de Bouaye
Le canton de Bouaye est une ancienne division administrative et circonscription électorale française, située dans le département de la Loire-Atlantique (région Pays de la Loire).

## Composition
Le canton de Bouaye se composait d’une fraction de la commune de Rezé et de cinq autres communes. Il comptait 45 677 habitants (population municipale) au 1er janvier 2012.
| Nom                    | Code Insee | Intercommunalité | Population (dernière pop. légale)                |
| ---------------------- | ---------- | ---------------- | ------------------------------------------------ |
| Bouaye (chef-lieu)     | 44018      | Nantes Métropole | 6 927 (2014)                                     |
| Rezé                   | 44143      | Nantes Métropole | Fraction : 26 142 (2012) Commune : 39 505 (2014) |
| Brains                 | 44024      | Nantes Métropole | 2 691 (2014)                                     |
| Pont-Saint-Martin      | 44130      | CC de Grand Lieu | 5 672 (2014)                                     |
| Saint-Aignan-Grandlieu | 44150      | Nantes Métropole | 3 879 (2015)                                     |
| Saint-Léger-les-Vignes | 44171      | Nantes Métropole | 1 640 (2014)                                     |

## Représentation

### Conseillers généraux de 1833 à 2015
| Période        | Période          | Identité                                   | Étiquette            | Qualité |
| -------------- | ---------------- | ------------------------------------------ | -------------------- | --- |
| 1833           | 1836             | Louis Rousseau de Saint-Aignan (1767-1837) | Gauche               | Pair de France Propriétaire à Saint-Aignan-Grandlieu Ancien maire de Nantes (1812-1819) Ancien Préfet Ancien Député (1819-1823, 1827-1830)                                                            |
| 1836           | 1844 (décès)     | Pierre Giraud (1789-1844)                  | Orléaniste           | Négociant, maire de Rezé (1830-1844), conseiller d'arrondissement |
| 1844           | 1848             | Victor Lanjuinais                          | Centre gauche        | Avocat à la Cour royale de Paris Député (1837-1851, 1863-1869) Ministre du Commerce |
| 1848           | 1852             | Just Lucas-Championnière                   |                      | Médecin, propriétaire à Nantes |
| 1852           | 1861             | Philémon Chenantais                        | Majorité dynastique  | Avocat, maire de Rezé (1848-1864) |
| 1861           | 1870             | Charles Chesneau                           |                      | Adjoint au maire de Nantes |
| 1870           | 1877             | René Moysen de Codrosy (1803-1880)         | Droite               | Inspecteur général des Finances Président du conseil général (1874-1875) |
| 1877           | 1894 (démission) | Henri Van Iseghem (1840-1903)              | Républicain          | Avocat, Président du Tribunal civil de Nantes |
| 1894           | 1930 (décès)     | Alcide Dortel (1861-1930)                  | Rad.                 | Avocat au barreau de Nantes, bâtonnier, propriétaire à Nantes |
| septembre 1930 | 1937             | Baptiste Jean Vigier                       | Républicain national | Directeur de succursale à la Caisse d'Épargne Maire de Rezé (1908-1929), conseiller d'arrondissement                                                                                                  |
| 1937           | 1940             | Maurice Thiéfaine                          | SFIO                 | Dessinateur aux chemins de fer Adjoint au maire de Rezé Député (1936-1942) |
|                |                  |                                            |                      | |
| 1943           | 1945             | Alexandre Le Lamer (1873-1950)             | Républicain national | Capitaine au long cours Maire de Rezé (1940-1944) Nommé conseiller départemental en 1943 |
|                |                  |                                            |                      | |
| 1945           | 1951             | Arthur Boutin (1903-1980)                  | SFIO                 | Employé puis aviculteur Maire de Rezé (1945-1949) |
| 1951           | 1964             | Henri Robichon                             | CNIP                 | Agriculteur, maire de Bouguenais Député (1958-1962) |
| 1964           | 1970             | Alexandre Plancher (1909-1978)             | SFIO puis PS         | Directeur de sociétés Maire de Rezé (1959-1978) Elu en 1973 dans le Canton de Rezé |
| 1970           | 1976             | Benoît Macquet                             | UDR puis RPR         | Représentant Député (1958-1978) Elu en 1979 dans le canton de Nantes-3 |
| 1976           | 1982             | Jacques Floch                              | PS                   | Avocat Député (1981-1986, 1988-2001 et 2002-2007) Maire de Rezé (1978-1999) Secrétaire d'État (2001-2002)                                                                                             |
| 1982           | 1994             | Daniel Prin (1948-2008)                    | PS                   | Électromécanicien, cadre, agent de maîtrise puis directeur général des Éditions ouvrières-Éditions de l’Atelier (1989-1999) Premier adjoint au maire de Rezé puis conseiller municipal des Sorinières |
| 1994           | 2004 (démission) | Claude Gobin                               | UDF-CDS              | Sous-Préfet hors classe Maire de Saint-Aignan-Grandlieu (1989-2004) Nommé Sous-Préfet d'Oloron-Sainte-Marie                                                                                           |
| 2004           | 2015             | Gérard Allard                              | PS                   | Directeur de la communication Adjoint au maire de Rezé (2001-2014) Vice-président du conseil général (2011-2014) Maire de Rezé (2014-2020) Vice-président de Nantes Métropole (2014-2020)             |

### Conseillers d'arrondissement (de 1833 à 1940)
| Période                                  | Période          | Identité                   | Étiquette            | Qualité |
| ---------------------------------------- | ---------------- | -------------------------- | -------------------- | --- |
| 1833                                     | 1836             | Pierre Giraud              | Orléaniste           | Négociant, maire de Rezé                                                                                    |
| 1836                                     | 1839             | M. Assailly                |                      | Commerçant à Bouguenais                                                                                     |
|                                          |                  |                            |                      | |
| 1842                                     | 1848             | M. Giraud                  |                      | Propriétaire à Bouaye                                                                                       |
|                                          |                  |                            |                      | |
| av.1887                                  |                  | Frédéric François Guichard |                      | Juge au Tribunal de commerce                                                                                |
|                                          |                  |                            |                      | |
|                                          | 1910             | Georges Bertin (1833-1916) |                      | Médecin à Nantes                                                                                            |
| 1910                                     | 1929 (démission) | Baptiste Jean Vigier       | Républicain national | Maire de Rezé (1908-1929)                                                                                   |
| 1930                                     | 1940             | Julien Marchais            | Rad.                 | Adjoint au maire de Nantes                                                                                  |
|                                          |                  |                            |                      | |
| 1940                                     |                  |                            |                      | Les conseils d'arrondissement ont été suspendus par la loi du 12 octobre 1940 et n'ont jamais été réactivés |
| Les données manquantes sont à compléter. |                  |                            |                      | |

## Démographie
| 1962 | 1968 | 1975 | 1982 | 1990   | 1999   | 2006   | 2011   | 2012   |
| ---- | ---- | ---- | ---- | ------ | ------ | ------ | ------ | ------ |
| -    | -    | -    | -    | 35 122 | 38 390 | 42 599 | 45 150 | 45 677 |